# The Accüsed
The Accüsed é uma banda de crossover, thrashcore com influências de hardcore punk dos Estados Unidos, surgida em Seattle, Washington em 1981. Formado por Tommy Niemeyer - guitarrista e líder da banda, possui como mascote da banda uma zumbi chamada"Martha Splatterhead" (criação de Niemeyer) que figura nas capas dos álbuns e publicações relacionadas ao Accüsed. As letras da banda narram a volta de Martha Splatterhead dos mortos para estripar humanos.

## História

### 1981-1992
Inicialmente formada pelo baixista Chibon 'Chewy' Batterman, Dana Collins na bateria e o guitarista Tommy Niemeyer, teve John Dahlin como vocalista no período de 1982 a 1984. A banda gravou duas demos em cassettes chamadas "Please Pardon Our Noise" e "It Is the Sound of Freedom" em 1983 com fortes influências de hardcore punk. Em 1984 o vocalista do The Fartz, Blaine Cook substitui Dahlin.

### 2003-atualmente
Em 2003, o Accüsed já com uma nova formação excursiona por Seattle para divulgação do play "Oh, Martha!" que segue a linha do thrashcore/crossover.
A banda passou por diversas reformulações, e conta atualmente com  Kevin Cochneuer nos vocais tão viscerais quanto de Blaine.
O álbum mais recente é intitulado "The Curse of Martha Splatterhead" de 2010.
O Accüsed chegou a fechar algumas datas para excursionar pela América do Sul tendo shows agendados no Brasil em 2011, mas, em comunicado no site da banda, Niemeyer explica que todos os shows na América do Sul foram cancelados.

## Integrantes
Formação atual
- Guitarra: Tommy Niemeyer
- Vocal: Kevin Cochneuer
- Bateria: Warren A. Pease

Ex-integrantes
- Blaine "Fart" Cook – vocal
- Chibon "Chewy" Batterman – baixo
- Dana Collins – bateria
- John Dahlin – vocal
- Mike "Nyge" Peterson
- Alex "Maggot Brains" Sibbald
- Josh Sinder – bateria
- Steve "O Ring" Nelson
- B.R.A.D. Mowen – vocal
- Dorando Hodous

## Discografia
- 1981: Brain Damage 1 (Demo Cassette)
- 1982: Brain Damage 2 (Demo Cassette)
- 1983: Please Pardon Our Noise, It Is The Sound of Freedom aka Accused/Rejectors Split (Fatal Erection)
- 1985: Martha Splatterhead (EP, Condar)
- 1986: The Return of Martha Splatterhead (LP, Subcore and Earache)
- 1987: More Fun Than an Open Casket Funeral (LP, Combat)
- 1988: Martha Splatterhead's Maddest Stories Ever Told (LP)
- 1988: Hymns For The Deranged (LP, Empty Records)
- 1990: Grinning Like An Undertaker (LP, SubPop)
- 1991: Straight Razor (EP, Nastymix)
- 1992: Splatter Rock (LP, Nastymix)
- 2006: Oh Martha! + Baked Tapes (Double LP, Nuclear Blast and GmbH) - 666 prensagens
- 2006: 34 Song Archives Tapes 1981-86 (Condar; #Cond002)
- 2007: Why Even Try? (EP, Condar 2007)
- 2009: The Curse of Martha Splatterhead (LP, Southern Lord)

Singles
- 1989: Accused/Morphius Split (Split 7 inch Single, Empty)
- 1992: "Straight Razor" (Fantagraphix Comics)
- 2002: "Paint It Red"